# Теорема про суму двох квадратів
| • | квадрати (а, отже, цілі відстані) червоного кольору, і                            |
| • | неунікальні подання (включно з поворотами та відбиттями), виділені жирним шрифтом |

Цілі числа, які задовольняють теорему про суму двох квадратів, є квадратами можливих відстаней між цілочисельними точками ґратки; показано значення до 100, зокрема,

У теорії чисел теорема про суму двох квадратів пов'язує розкладання будь-якого цілого числа n > 1 на прості множники з тим, чи можна його записати як суму двох квадратів, так що n = a2 + b2 для деяких цілих чисел a, b.
Ціле число, більше за одиницю, можна записати як суму двох квадратів тоді й лише тоді, коли його розклад на прості множники не містить множника pk, де просте {\displaystyle p\equiv 3{\pmod {4}}} і k непарне.
У записі числа у вигляді суми двох квадратів допускається, щоб один із квадратів дорівнював нулю або обидва вони дорівнювали один одному, тому всі квадрати та всі подвійні квадрати входять до чисел, які можна подати в такий спосіб. Ця теорема доповнює теорему Ферма про суму двох квадратів, яка каже, коли просте число можна записати у вигляді суми двох квадратів, оскільки вона також охоплює випадок складених чисел.
Число може мати кілька подань у вигляді суми двох квадратів, які підраховує функція суми квадратів; наприклад, кожна трійка Піфагора {\displaystyle a^{2}+b^{2}=c^{2}} дає друге подання для {\displaystyle c^{2}} окрім тривіального подання {\displaystyle c^{2}+0^{2}}.

## Приклади
Дано розклад на прості множники числа 2450: {\displaystyle 2450=2\cdot 5^{2}\cdot 7^{2}}. З простих чисел, що зустрічаються в цьому розкладі, 2, 5 і 7, тільки 7 дорівнює 3 за модулем 4. Його показник степеня в розкладі, 2, є парним. Отже, згідно з теоремою, його можна подати, як суму двох квадратів. Дійсно, 2450 = 72 + 492.
Розклад на прості множники числа 3430 такий: {\displaystyle 2\cdot 5\cdot 7^{3}}. Цього разу показник 7 у розкладі дорівнює непарному числу 3. Отже, 3430 не можна записати, як суму двох квадратів.

## Подавані числа
Числа, які можна подати у вигляді суми двох квадратів, утворюють послідовність
0, 1, 2, 4, 5, 8, 9, 10, 13, 16, 17, 18, 20, 25, 26, 29, 32, …
Вони утворюють множину всіх норм гауссових цілих чисел; їхні квадратні корені утворюють множину всіх довжин відрізків між парами точок двовимірної цілочисельної ґратки.
Кількість подаваних чисел у діапазоні від 0 до будь-якого числа {\displaystyle n} пропорційна {\displaystyle {\frac {n}{\sqrt {\log n}}}}, із граничною сталою пропорційності, заданою сталою Ландау — Рамануджана, приблизно 0,764.
Добуток будь-яких двох подаваних чисел є іншим подаваним числом. Його подання можна отримати з подань множників, використовуючи тотожність Брамагупти — Фібоначчі.

## Теорема Якобі про два квадрати
Теорема Якобі про два квадрати стверджує
Кількість подань {\displaystyle n} у вигляді суми двох квадратів дорівнює помноженій на 4 різниці між кількістю дільників {\displaystyle n}, рівних 1 за модулем 4, і кількістю дільників {\displaystyle n}, рівних 3 за модулем 4.
Гіршгорн наводить коротке доведення, отримане з потрійного добутку Якобі.